# 光滑中国溪蟹
光滑中国溪蟹（学名：Chinapotamon glabrum）为溪蟹科中国溪蟹属的动物。在中国大陆，分布于广西等地，常栖息于山涧石下。其生存的海拔范围为500至1000米。